# Harold à la rescousse
Pour plus de détails, voir Fiche technique et Distribution.
Harold à la rescousse (By the Sad Sea Waves) est un film muet américain réalisé par Alfred J. Goulding, sorti en 1917 avec Harold Lloyd dans le rôle principal.

## Synopsis
Sur une plage, Harold se fait passer pour un maître-nageur pour attirer l'attention des jeunes filles. Or, on vient le chercher pour secourir une personne qui se noie.

## Fiche technique
- Titre : Harold à la rescousse
- Titre original : By the Sad Sea Waves
- Réalisation : Alfred J. Goulding
- Production : Hal Roach
- Pays d'origine : États-Unis
- Format : Noir et blanc - 1,33:1 - Film muet
- Genre : comédie
- Date de sortie : 1917

## Distribution
- Harold Lloyd
- 'Snub' Pollard
- Bebe Daniels

## Diffusion
Harold à la rescousse, Harold chez les pirates, Mon ami le voisin et Un, deux, trois... Partez sont les quatre films interprétés par Harold Lloyd ressortis en 2014 après restauration sous le titre Les Nouvelles (Més)aventures d'Harold Lloyd.